# Lance Armstrong
Lance Edward Armstrong (phiên âm tiếng Việt: Len Am-xơ-trông, sinh 1971) là một cựu vận động viên đua xe đạp chuyên nghiệp nổi tiếng người Mỹ. Anh từng được biết đến như một vận động viên xe đạp đã phá kỷ lục giải Tour de France khi giành chiến thắng bảy lần liên tục sau khi vượt qua bệnh ung thư tinh hoàn, nhà sáng lập và chủ tịch của Tổ chức Lance Armstrong, một tổ chức nghiên cứu và hỗ trợ cho bệnh nhân ung thư. Tháng 10 năm 2012, Lance Armstrong bị phát hiện liên quan đến vụ bê bối doping và bị tước hết mọi danh hiệu vô địch và bị cấm thi đấu môn xe đạp suốt đời.
Tên khai sinh của anh là Lance Edward Gunderson, sinh ngày 18 tháng 9 năm 1971. Khởi nghiệp đua xe đạp vào năm 1990, Armstrong đã chuyển lên thi đấu chuyên nghiệp chỉ 1 năm sau đó. Tháng 10 năm 1996, anh được chẩn đoán là mắc ung thư tinh hoàn với một khối u đã di căn tới não và phổi và tiên lượng bệnh ban đầu xấu. Quá trình điều trị ung thư của anh bao gồm giải phẫu não và tinh hoàn, hóa trị kéo dài.
Mặc dù vậy, Armstrong vẫn tiếp tục thi đấu, và đến năm 1999, đã giành được chiếc áo vàng danh giá Tour de France lần đầu tiên và giữ được ngôi vị này trong 7 lần liên tục, được ghi nhận trong lịch sử bộ môn đua xe đạp đường trường là người duy nhất chiến thắng 7 lần liên tiếp, phá vỡ kỷ lục trước đó là giành chiến thắng 5 lần từng đạt bởi Miguel Indurain, Bernard Hinault, Eddy Merckx, và Jacques Anquetil.
Năm 1999, Armstrong được ABC Wide World of Sports gán danh hiệu là Vận động viên của năm. Năm 2000, anh giành Giải thưởng Hoàng tử xứ Asturias cho lĩnh vực thể thao. Năm 2002, tạp chí Sports Illustrated gọi anh là Nhà thể thao của năm. Anh cũng từng giành được danh hiệu Nam vận động viên của năm của Associated Press (Associated Press Male Athlete of the Year) cho các năm 2002 đến 2005. Anh nhận giải thưởng ESPY của ESPN cho Vận động viên xuất sắc nhất các năm từ 2003 đến 2006 và giành danh hiệu giải thường Nhân vật thể thao nước ngoài của BBC (BBC Sports Personality of the Year Overseas Personality) năm 2003. Armstrong tuyên bố giải nghệ ngày 24 tháng 7 năm 2005 khi Tour de France 2005 kết thúc nhưng trở lại thi đấu vào tháng 1 năm 2009 và về thứ 3 trong giải Tour de France 2009. Năm 2012, anh giúp thành lập UCI ProTeam Team RadioShack và tham gia lần cuối với lời khẳng định giải nghệ đua xe đạp ngày 16 tháng 2 năm 2011.
Tuy nhiên, sự nghiệp một đời của Armstrong bị xóa bỏ sau một bản cáo buộc của Ủy ban Phòng chống doping Hoa Kỳ (U.S. Anti-Doping Agency - USADA), kết tội Armstrong và các tay đua đội Bưu điện Mỹ đã thi đấu gian lận bằng cách sử dụng chất kích thích và tìm cách qua mặt các cuộc kiểm tra doping. Sau khi xem xét và đồng ý với các cáo buộc này, ngày 22 tháng 10 năm 2012, Liên đoàn xe đạp quốc tế đã ra phán quyết tước 7 danh hiệu vô địch Tour de France và cấm thi đấu suốt đời đối với Armstrong, đặt dấu chấm hết của cựu vận động viên đua xe đạp từng là tấm gương về nỗ lực tập luyện và thi đấu.